# Guayparín
Guayparín är en ort i Mexiko.   Den ligger i kommunen Etchojoa och delstaten Sonora, i den västra delen av landet, 1 400 km nordväst om huvudstaden Mexico City. Guayparín ligger 23 meter över havet och antalet invånare är 830.
Terrängen runt Guayparín är mycket platt. Runt Guayparín är det ganska glesbefolkat, med 34 invånare per kvadratkilometer. Närmaste större samhälle är Huatabampo, 15,6 km söder om Guayparín. Trakten runt Guayparín består till största delen av jordbruksmark.